# Pullambādi
Pullambādi är en ort i Indien.   Den ligger i distriktet Tiruchchirāppalli och delstaten Tamil Nadu, i den södra delen av landet, 2 000 km söder om huvudstaden New Delhi. Pullambādi ligger 64 meter över havet och antalet invånare är 10 288.
Terrängen runt Pullambādi är platt. Runt Pullambādi är det tätbefolkat, med 683 invånare per kvadratkilometer. Närmaste större samhälle är Lalgudi, 12,2 km sydväst om Pullambādi. Trakten runt Pullambādi består till största delen av jordbruksmark.